# Marabu-grande
O marabu-grande (Leptoptilos dubius) é um membro da família Ciconiidae. Seu gênero, Leptoptilos, inclui o marabu-pequeno da Ásia e o marabu da África. Outrora encontrada em grande parte da Ásia Meridional e da Indochina, o marabu-grande está agora restrito a uma área muito menor, com apenas três populações reprodutoras: duas na Índia, com a maior colônia em Assão e uma menor em torno de Bhagalpur; e outra população reprodutora no Camboja. Elas se dispersam amplamente após a temporada de reprodução. O marabu-grande tem um bico enorme em forma de cunha, uma cabeça nua e um pescoço característico. Durante o dia, ele voa nas térmicas junto com os abutres, com os quais compartilha o hábito de se alimentar. Eles se alimentam principalmente de carniça e vísceras; no entanto, são oportunistas e às vezes se alimentam de vertebrados. O nome em inglês deriva de seu andar rígido e “militar” ao caminhar no chão. Um grande número de animais já viveu na Ásia, mas eles diminuíram (possivelmente devido à melhoria do saneamento) a ponto de ficarem em perigo. A população total em 2008 foi estimada em cerca de mil indivíduos. No século XIX, eles eram especialmente comuns na cidade de Calcutá, onde eram chamados de “adjutores de Calcutá” e incluídos no brasão de armas da cidade. Conhecidos localmente como hargila (derivado das palavras em assamês har, “osso”, e gila, “engolidor”, portanto “engolidor de ossos”) e considerados animais impuros, eles eram em grande parte deixados sem serem perturbados, mas às vezes eram caçados para o uso de sua carne na medicina tradicional. Valorizados como necrófagos, eles já foram retratados no logotipo da Corporação Municipal de Calcutá.

## Taxonomia
O marabu-grande foi descrito em 1785 pelo ornitólogo inglês John Latham como o “grou gigante” em seu livro A General Synopsis of Birds. Lathan baseou sua própria descrição na de Edward Ives em seu livro A Voyage from England to India, publicado em 1773. Ives havia fotografado um espécime perto de Calcutá. Em seu relato, Latham também mencionou que havia aprendido com o viajante Henry Smeathman [en] que uma espécie semelhante havia sido encontrada na África. Quando, em 1789, o naturalista alemão Johann Friedrich Gmelin revisou e expandiu o Systema Naturae de Lineu, ele incluiu o marabu-grande, cunhou o nome binomial Ardea dubia e citou o trabalho de Latham. Gmelin não mencionou a placa colorida da ave que Latham incluiu em seu Supplement to the General Synopsis of Birds, de 1787. Latham baseou sua placa em um desenho da coleção de Mary Impey [en] que havia sido feito de uma ave viva na Índia.
Houve certa confusão quanto ao fato de o marabu da África representar uma espécie separada. Em 1790, Latham, em seu Index Ornithologicus, repetiu sua descrição anterior da espécie indiana, mas indicou a localização como sendo a África e cunhou o nome binomial Ardea argala. Finalmente, em 1831, o naturalista francês René Primevère Lesson descreveu as diferenças entre as duas espécies e cunhou Circonia crumenisa para o marabu.
O marabu-grande é agora colocado junto com o marabu-pequeno e o marabu no gênero Leptoptilos, que foi introduzido em 1831 pelo naturalista francês René Primevère Lesson. A espécie é monotípica: nenhuma subespécie é reconhecida.

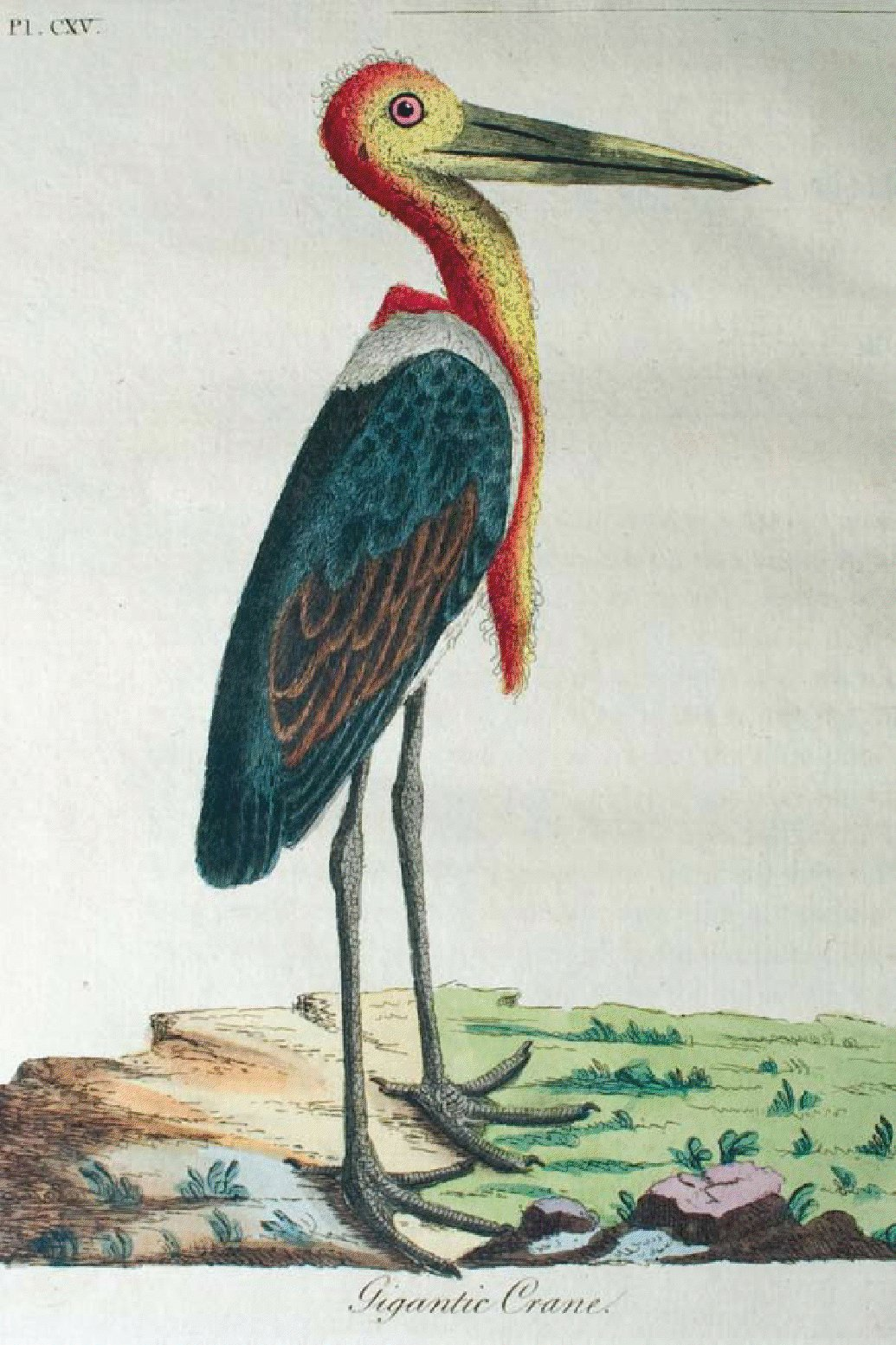
"Gigantic Crane" da obra Supplement to the General Synopsis of Birds (1787), de John Latham.

O marabu da África parece um pouco semelhante, mas suas faixas de distribuição natural disjuntas, diferenças na estrutura do bico, plumagem e comportamento de exibição sustentam seu tratamento como espécies separadas.
A maioria dos marabus voa com o pescoço esticado, mas as três espécies de Leptoptilos retraem o pescoço durante o voo, como fazem as garças, possivelmente devido ao bico pesado. Ao andar no chão, ela tem uma marcha rígida, da qual deriva o nome “adjutor”.

## Descrição

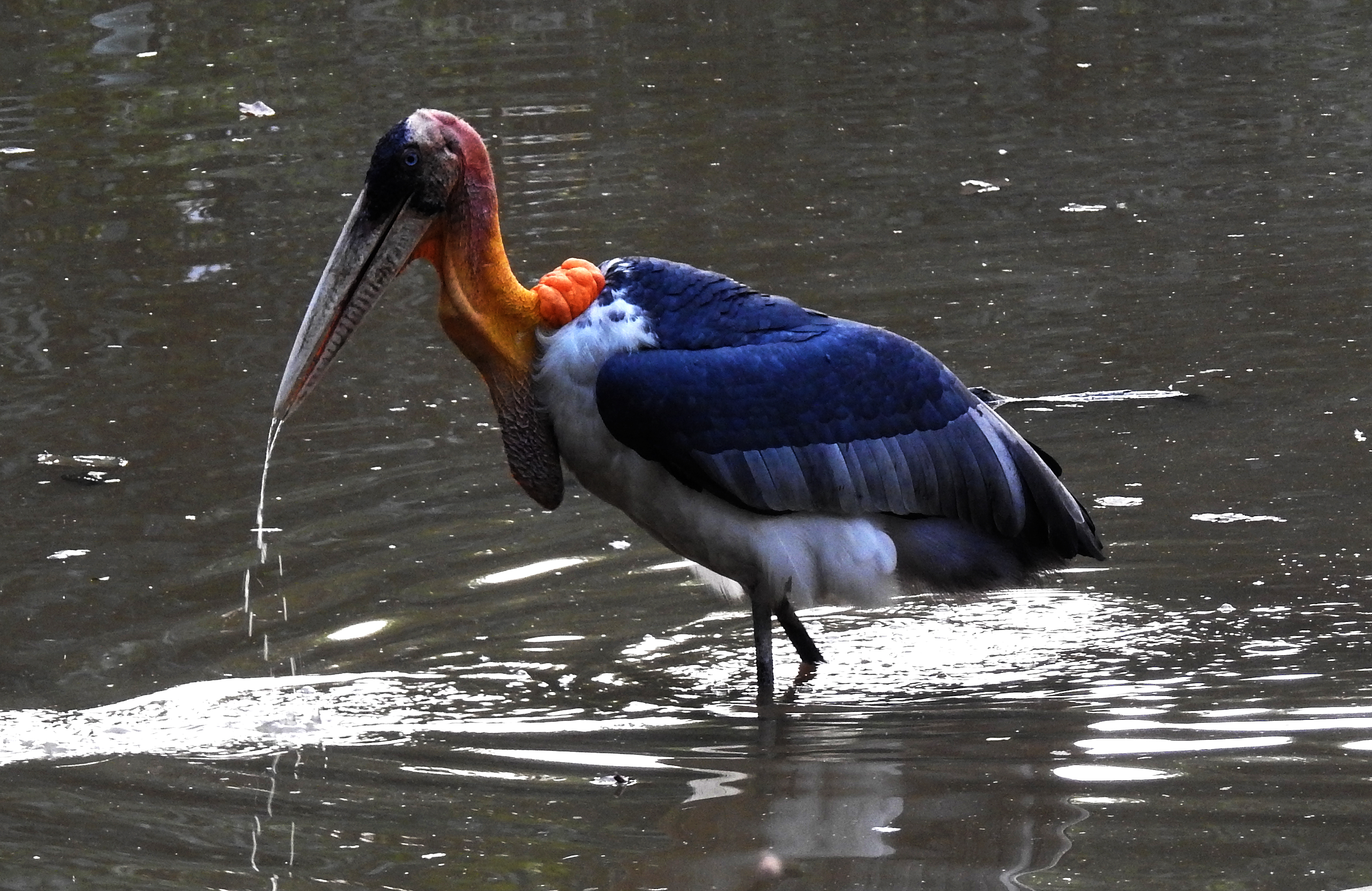
Marabu-grande na água (Kaziranga, Assão).

O marabu-grande é uma ave enorme, com 145-150 cm de altura. O comprimento médio é de 136 cm e a envergadura média é de 250 cm, podendo rivalizar com seu semelhante, o marabu (Leptoptilos crumeniferus), como o maior marabu existente com asas. Embora não tenham sido publicados pesos para aves selvagens, o marabu-grande está entre os maiores marabus vivos, com medidas publicadas que se sobrepõem às do jaburu (Jabiru mycteria), da tuiuiú-africano (Ephippiorhynchus senegalensis) e do marabu (Leptoptilos crumeniferus). Os filhotes de marabu-grande em cativeiro pesavam de 8 a 11 kg. Verificou-se que um marabu-grande depois de se recuperar em cativeiro de um ferimento durante o colapso do ninho pesava 4,71 kg como filhote e 8 kg depois de atingir a maturidade e estar pronto para ser solto novamente. Para fins de comparação, a marabu-grande mais pesado conhecido era um marabu que pesava 8,9 kg, com marabu adulto variando de 4-6,8 kg (fêmeas) e 5,6-8,9 kg (machos). O enorme bico, que tem em média 32,2 cm de comprimento, é em forma de cunha e é cinza claro com uma base mais escura. A corda máxima mede em média 80,5 cm, a cauda 31,8 cm e o tarso 32,4 cm de comprimento. Com exceção do comprimento do tarso, as medidas padrão do marabu-grande são, em média, maiores do que as de outras espécies de marabu. Um colarinho branco na base do pescoço de pele amarela a vermelha lhe dá uma aparência de abutre. Na época de reprodução, a bolsa e o pescoço tornam-se laranja vivo e a parte superior das pernas cinzentas fica avermelhada. Os adultos têm uma asa escura que contrasta com as coberturas secundárias cinza-claro. A parte inferior do corpo é esbranquiçada e os sexos são indistinguíveis no campo. Os filhotes são uma versão mais opaca dos adultos. A bolsa inflável pendente conecta-se às passagens de ar e não está conectada ao trato digestivo. A função exata é desconhecida, mas ela não está envolvida no armazenamento de alimentos, como às vezes se acreditava. Isso foi estabelecido em 1825 pelo Dr. John Adam, um aluno do professor Robert Jameson, que dissecou um espécime e descobriu que a bolsa de duas camadas era preenchida principalmente com ar. A única espécie possível de ser confundida na região é o marabu-pequeno (Leptoptilos javanicus), que não tem bolsa, prefere habitats de zonas úmidas, tem uma calota craniana cinza mais clara, uma borda mais reta na mandíbula superior e não tem o contraste entre as coberturas secundárias cinza e as asas escuras.
Como outros marabus, ele não possui músculos intrínsecos na siringe e produz sons principalmente pelo ruído do bico, embora sons baixos de grunhidos, mugidos ou rugidos sejam emitidos especialmente durante a nidificação. A exibição do ruído do bico é feita com o bico elevado e difere da exibição do marabu da África, parente próximo, que mantém o bico apontado para baixo.

## Distribuição
Essa espécie já foi um visitante de inverno muito comum nas planícies de inundação do norte da Índia. No entanto, suas áreas de reprodução eram desconhecidas há muito tempo, até que uma colônia de ninhos muito grande foi finalmente descoberta em 1877 em Shwaygheen, no rio Sittaung [en], Pegu, Myanmar. Acreditava-se que os pássaros indianos se reproduziam ali. Essa colônia de reprodução, que também incluía pelicanos-orientais (Pelecanus philippensis), diminuiu de tamanho e desapareceu completamente na década de 1930. Posteriormente, um local de nidificação no Parque Nacional de Kaziranga era a única área de reprodução conhecida até que novos locais foram descobertos em Assão, no lago Tonle Sap e no Santuário de Vida Selvagem Kulen Promtep [en]. Em 1989, a população reprodutiva em Assão foi estimada em 115 aves e, entre 1994 e 1996, a população no vale de Brahmaputra [en] foi considerada em cerca de 600. Uma pequena colônia com cerca de 35 ninhos foi descoberta perto de Bhagalpur em 2006. O número aumentou para 75 ninhos em 2014. Evidências fósseis sugerem que a espécie possivelmente (já que havia várias outras espécies no gênero que agora estão extintas) ocorreu no norte do Vietnã por volta de 6.000 anos atrás.

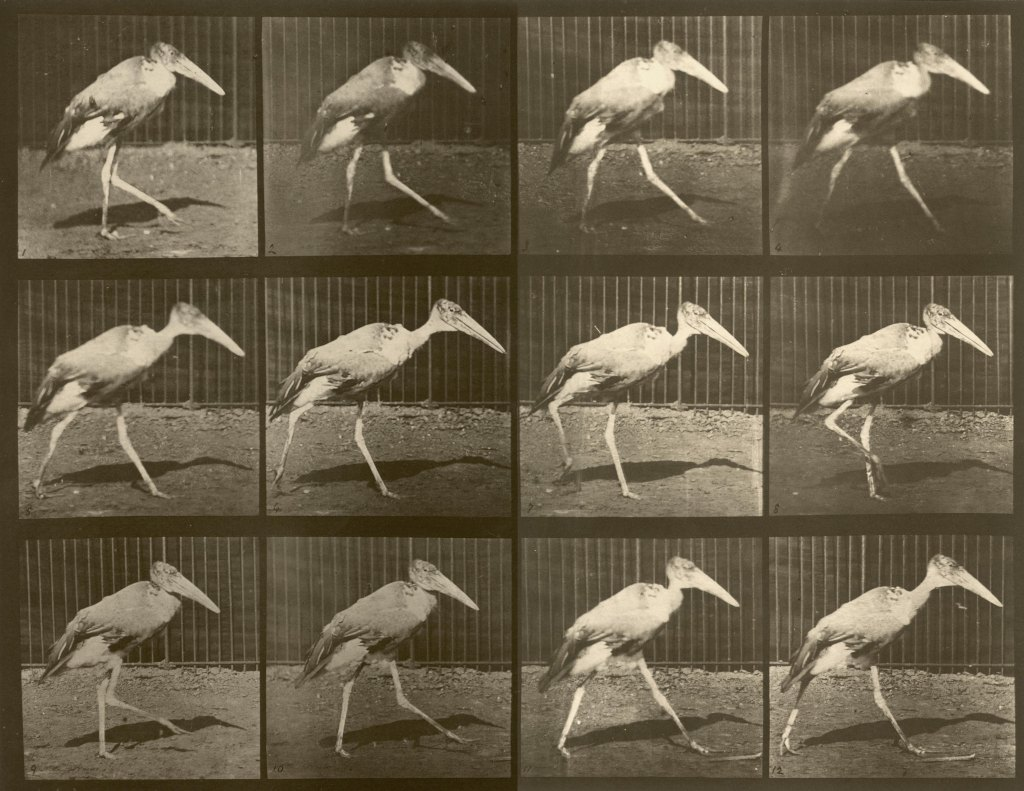
Estudo fotográfico da marcha “marcial” por Eadweard Muybridge (por volta de 1887).

Durante a estação não reprodutiva, os marabus da região indiana se dispersam amplamente, principalmente na Planície Indo-Gangética. São raros os avistamentos na região de Decão. Registros de bandos mais ao sul, perto de Mamallapuram [en], foram questionados. Nos anos 1800, os marabus-grandes eram extremamente comuns na cidade de Calcutá durante o verão e a estação chuvosa. Essas agregações ao longo dos Ghats de Calcutá, no entanto, diminuíram e desapareceram completamente no início dos anos 1900. A melhoria do saneamento foi sugerida como a causa do declínio. As aves foram registradas em Bangladesh na década de 1850, reproduzindo-se em algum lugar de Sundarbans, mas não foram registradas posteriormente.

## Comportamento e ecologia
O marabu-grande geralmente é visto sozinho ou em pequenos grupos enquanto caminha por lagos rasos ou leitos de lagos secos e aterros sanitários. Ele é frequentemente encontrado na companhia de milhafres e abutres e, às vezes, fica sentado e imóvel por longos períodos. Eles também podem manter as asas estendidas, presumivelmente para controlar a temperatura. Eles voam em térmicas usando suas grandes asas estendidas.

### Reprodução

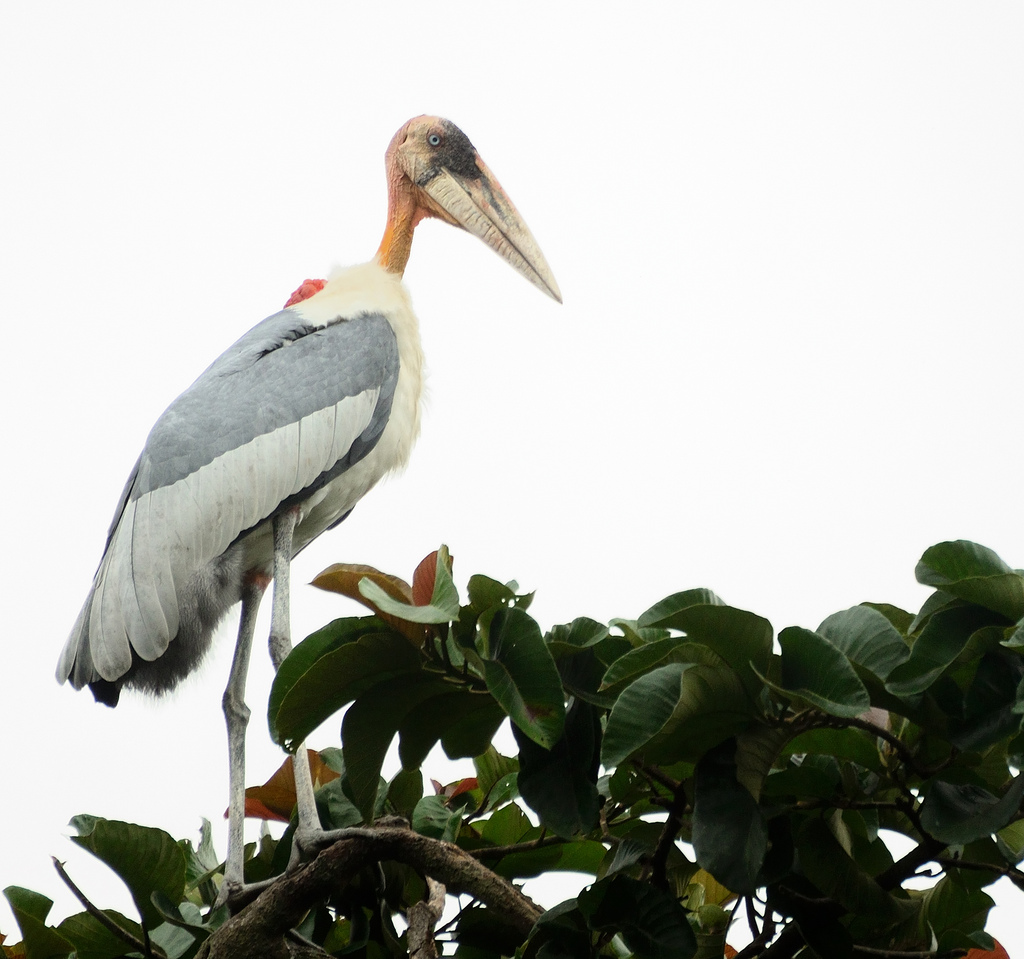
Marabu-grande em plumagem de reprodução, empoleirado perto do ninho (Assão).

O marabu-grande se reproduz durante o inverno em colônias que podem incluir outras aves aquáticas grandes, como o pelicano-oriental. O ninho é uma grande plataforma de galhos colocada na extremidade de um ramo quase horizontal de uma árvore alta. Os ninhos raramente são colocados em bifurcações próximas ao centro de uma árvore, permitindo que as aves voem facilmente para os ninhos. Na colônia de nidificação de Nagaon, em Assão, Alstonia scholaris [en] e Neolamarckia cadamba [en] altas eram as árvores favoritas para os ninhos. O início da estação de reprodução é marcado por várias aves que se reúnem e tentam ocupar uma árvore. Enquanto se aglomeram nesses locais, os pássaros machos demarcam seus territórios de nidificação, afugentando os outros e frequentemente apontando o bico para cima enquanto os golpeiam. Eles também podem arquear o corpo e manter as asas meio abertas e caídas. Quando uma fêmea pousa nas proximidades, o macho arranca galhos frescos e os coloca diante dela. O macho também pode agarrar o tarso da fêmea com o bico ou manter o bico próximo a ela em um gesto de preparação. Uma fêmea que tenha se acasalado segura o bico e a cabeça no peito do macho, e o macho a prende segurando o bico sobre o pescoço dela. Outras exibições incluem o levantamento e o abaixamento simultâneos do bico por um par. A ninhada, geralmente de três ou quatro ovos brancos, é colocada em intervalos de um ou dois dias e a incubação começa após a colocação do primeiro ovo. Ambos os pais incubam e os ovos eclodem em intervalos de um ou dois dias, cada um levando cerca de 35 dias a partir da data da postura. Os adultos no ninho têm as pernas cobertas com seus excrementos e acredita-se que esse comportamento, denominado urohidrose [en], ajude no resfriamento durante o clima quente. Os adultos também podem abrir as asas e fazer sombra para os filhotes. Os filhotes são alimentados no ninho por cerca de cinco meses. Os filhotes dobram de tamanho em uma semana e podem ficar em pé e andar na plataforma do ninho quando têm um mês de idade. Com cinco semanas, os filhotes saltam com frequência e podem se defender. Nessa fase, as aves progenitoras deixam os filhotes por períodos mais longos no ninho. As aves jovens deixam o ninho e voam pela colônia quando completam quatro meses, mas continuam a ser alimentadas ocasionalmente pelos pais.

### Alimentação

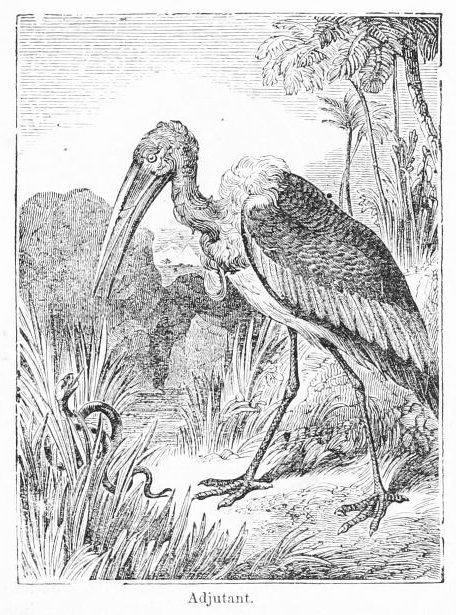
Uma ilustração de 1855 que mostra o marabu caçando uma cobra.

O marabu-grande é onívoro e, embora seja principalmente um necrófago, ele se alimenta de rãs e insetos grandes e também captura pássaros, répteis e roedores. Sabe-se que ele ataca patos selvagens que estão ao seu alcance, engolindo-os inteiros. Os marabus-grandes também capturam muitos peixes, com 36 espécies de presas de peixes documentadas em Assão, e muitos dos peixes capturados eram grandes, pesando cerca de 2 a 3 kg. Sua dieta principal, no entanto, é a carniça e, assim como os abutres, sua cabeça e pescoço nus são uma adaptação. Eles são frequentemente encontrados em aterros sanitários e se alimentam de fezes humanas e de animais. Na Calcutá do século XIX, eles se alimentavam de cadáveres humanos parcialmente queimados dispostos ao longo do rio Ganges. No Rajastão, onde é extremamente raro, há relatos de que se alimentam de enxames de gafanhotos-do-deserto (Schistocerca gregaria), mas isso foi questionado.

### Parasitas, doenças e mortalidade
Pelo menos duas espécies de piolhos de aves, Colpocephalum cooki e Ciconiphilus temporalis, foram encontradas como ectoparasitas. As aves adultas saudáveis não têm predadores naturais e as únicas causas registradas de mortalidade prematura são devidas a ações diretas ou indiretas de seres humanos, como envenenamento, tiro ou eletrocussão, como quando as aves acidentalmente voam para as linhas telefônicas. Descobriu-se que as aves em cativeiro são suscetíveis à gripe aviária (H5N1) e uma alta taxa de mortalidade foi observada em uma instalação no Camboja, com dois terços das aves infectadas morrendo. A maior expectativa de vida registrada em cativeiro foi de 43 anos.

## Status de conservação

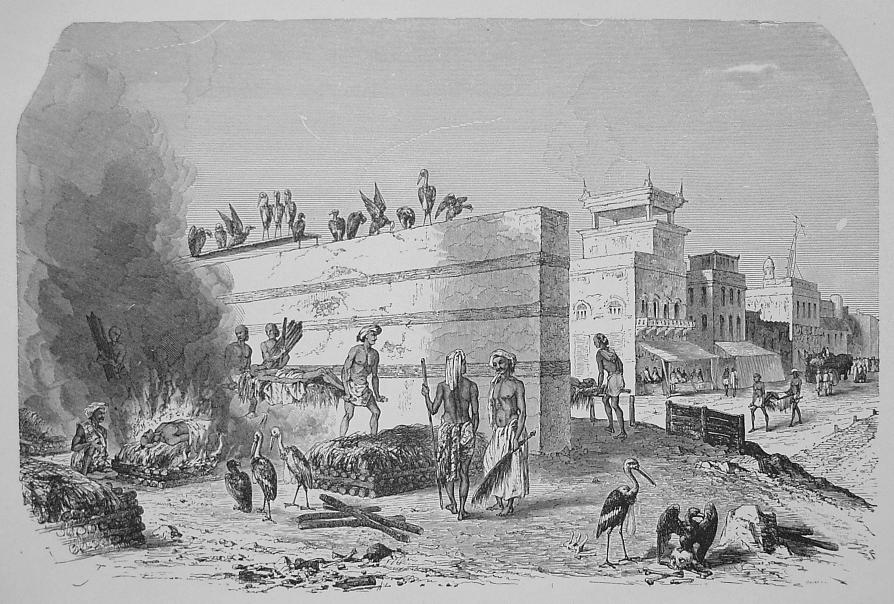
Gravura mostrando marabus-grandes em Calcutá, por volta de 1877.

A perda do habitat de nidificação e alimentação devido à drenagem de zonas úmidas, poluição e outros distúrbios, juntamente com a caça e a coleta de ovos no passado, causou um declínio maciço na população dessa espécie. A população mundial foi estimada em menos de 1.000 indivíduos em 2008. O marabu-grande está listado como em perigo de extinção na Lista Vermelha da IUCN.

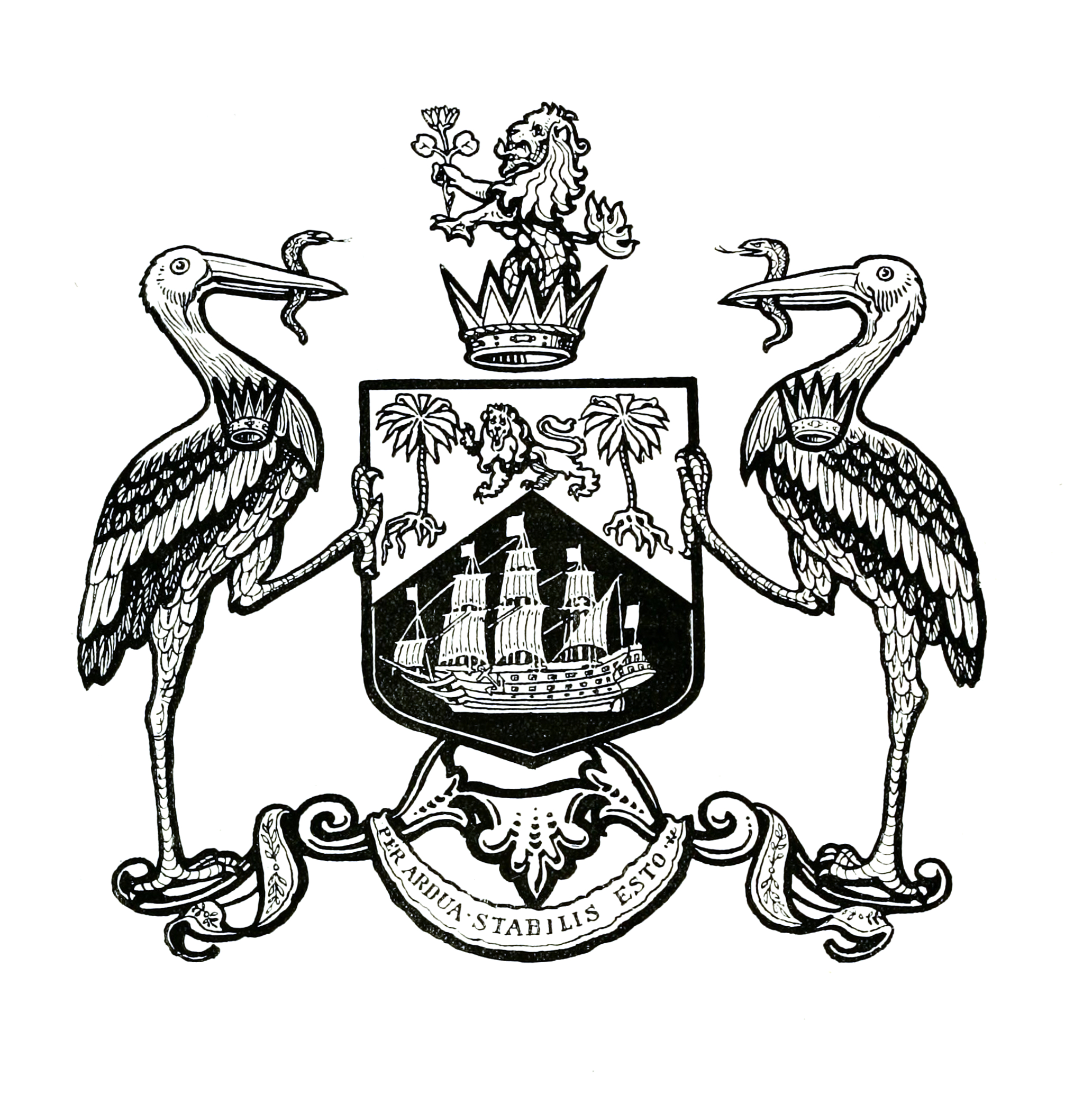
Brasão de armas da cidade de Calcutá em 1896.

As medidas de conservação incluíram tentativas de reproduzi-los em cativeiro e de reduzir as mortes de filhotes em seus locais naturais de nidificação. Cerca de 15% dos filhotes são mortos quando caem dos ninhos e morrem por inanição, por isso alguns conservacionistas usaram redes posicionadas abaixo dos ninhos para evitar ferimentos nos filhotes que caem. Essas aves caídas são então alimentadas e criadas em recintos por cerca de cinco meses e depois liberadas para se juntarem a seus irmãos selvagens.
No distrito de Kamrup [en], em Assão, que abriga uma das poucas grandes colônias de marabus-grandes, os esforços de divulgação, incluindo programas culturais e religiosos, especialmente voltados para as mulheres do vilarejo, têm mobilizado os moradores para a conservação das aves. Os habitantes locais, que antes consideravam as aves como pragas, agora veem os marabus como especiais e se orgulham de protegê-los e de proteger as árvores onde eles se reproduzem. Os habitantes locais até acrescentaram orações para a segurança dos marabus aos hinos e incluíram desenhos de marabus nos motivos usados na tecelagem tradicional. Medidas semelhantes foram usadas com sucesso em outras partes da Índia onde os marabus se reproduzem.

## Na cultura

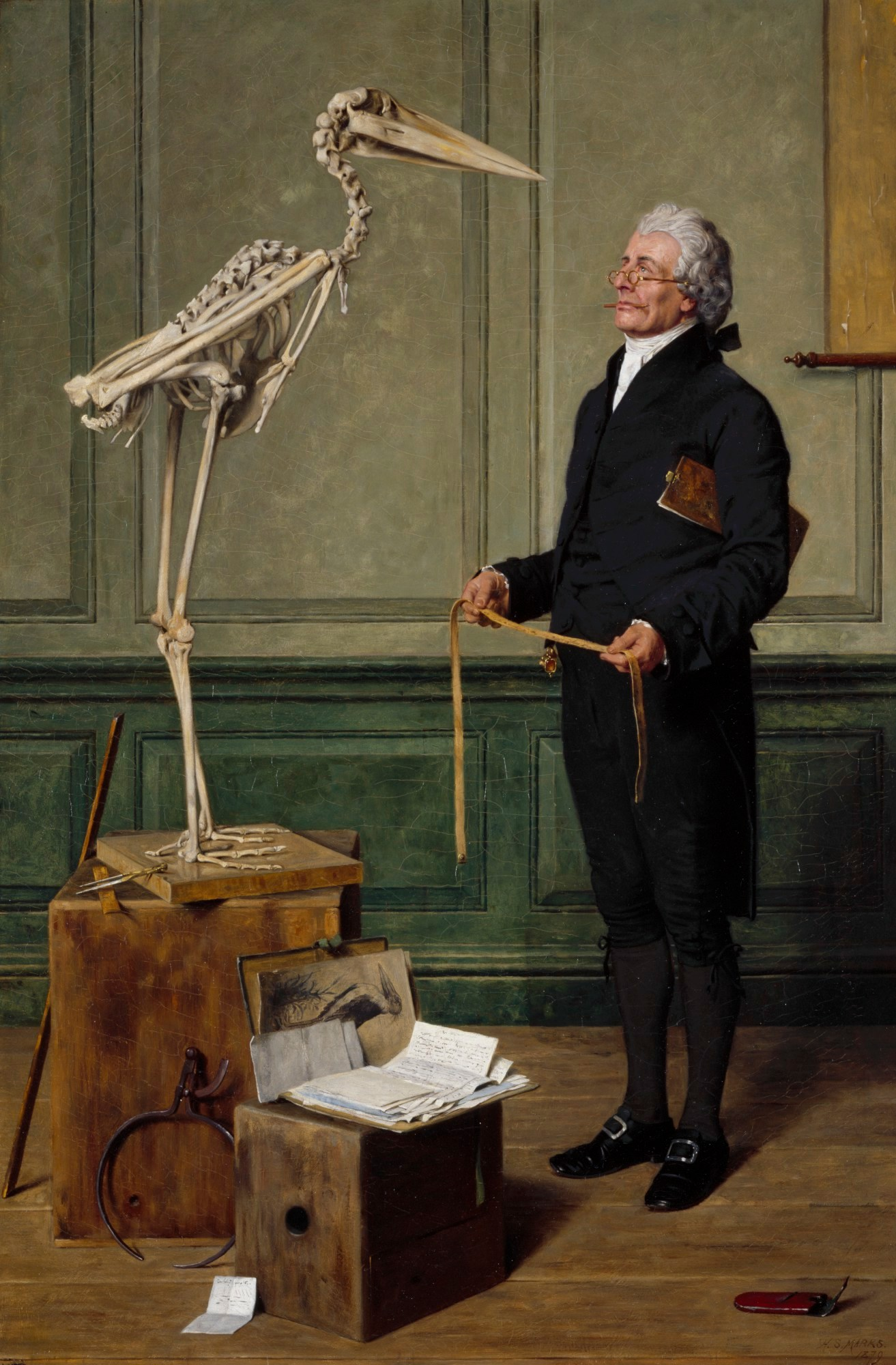
Science is Measurement (1879), de en.

Cláudio Eliano descreveu o pássaro em 250 d.C. em seu De Natura Animalium como o kilas (κηλας), um pássaro grande da Índia com um papo que parece uma bolsa de couro. Babur o descreveu em seu relato de memórias com o nome de ding. Na era vitoriana, o marabu-grande era conhecido como grou gigante e, mais tarde, como marabu asiático. Era muito comum em Calcutá durante a estação chuvosa, e grandes números podiam ser vistos em locais de lixo e também no topo de edifícios. Em Bihar, o pássaro é associado ao pássaro mítico Garuda. Diz-se que seu nome hargila em Bengala e Assão deriva das raízes sânscritas had para “osso” e gila - “engolir” - e descreve o pássaro como um “engolidor de ossos”. John Latham usou a forma latinizada como epíteto da espécie no nome binomial, Ardea argala. Os jovens soldados britânicos eram conhecidos por assediar esses pássaros por diversão, chegando até mesmo a explodi-los alimentando-os com carne contendo ossos embalados com um cartucho e um rastilho. Os pássaros em Calcutá eram considerados necrófagos eficientes e uma lei foi aprovada para protegê-los. Qualquer pessoa que ferisse ou matasse um pássaro teria de pagar uma multa pesada de cinquenta rupias. O brasão de armas da cidade de Calcutá, emitido por meio de duas patentes em 26 de dezembro de 1896, incluía dois marabus-grandes com serpentes em seus bicos e carregados no ombro com uma coroa oriental como apoiadores. O lema dizia “Per ardua stabilis esto”, que em latim significa “firme durante os problemas”. As armas foram incluídas no logotipo de órgãos oficiais, como a Corporação Municipal de Calcutá [en] e o Regimento Escocês de Calcutá [en]. Pássaros capturados, provavelmente de Calcutá, chegaram a menageries na Europa durante esse período.

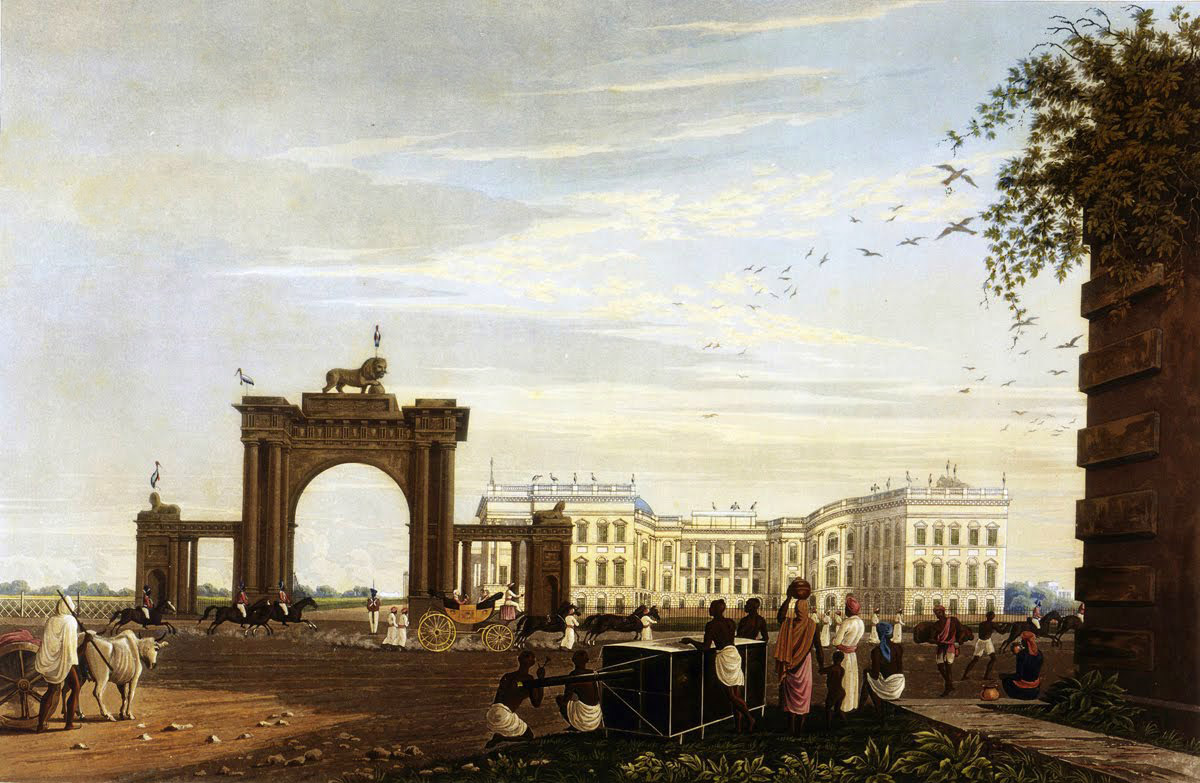
Vista de Calcutá em 1819 por R. Havell Jr., com base em en, mostrando vários marabus-grandes em pé nos edifícios.

As penas de cobertura da cauda inferior retiradas do marabu-grande eram exportadas para Londres durante o auge do comércio de plumas sob o nome de Commercolly (ou Kumarkhali, hoje em Bangladesh) ou “marabout”. Como as aves eram protegidas por lei, os coletores de plumas emboscavam as aves empoleiradas no topo de edifícios, pegando as penas da cauda inferior que se soltavam quando as aves levantavam voo. Juntamente com as plumas de garça, essas plumas eram as mais valiosas das exportações de penas. Exemplos de tippets feitas com essas penas foram exibidas na Grande Exposição de 1851.
Um mito indiano registrado pelo imperador mogol Babur dizia que uma “pedra de serpente” mágica existia dentro do crânio do pássaro, sendo um antídoto para todos os venenos de cobra. Supunha-se que essa “pedra” era extremamente rara, pois só poderia ser obtida por um caçador com grande habilidade, pois o pássaro tinha que ser morto sem deixar seu bico tocar o chão, pois isso faria com que a “pedra” evaporasse instantaneamente. Os praticantes de medicina tradicional acreditavam que um pedaço de carne de marabu mastigado diariamente com bétele poderia curar a lepra.
O artista inglês Henry Stacy Marks [en] (1829-1888) tinha um interesse especial por pássaros. Muitas de suas pinturas foram baseadas em pássaros do zoológico de Londres, com várias delas retratando marabus-grandes, incluindo Convocation (1878), Science is Measurement (1879), Half hours at the Zoo e An Episcopal Visitation.